# 阿芬巴赫河

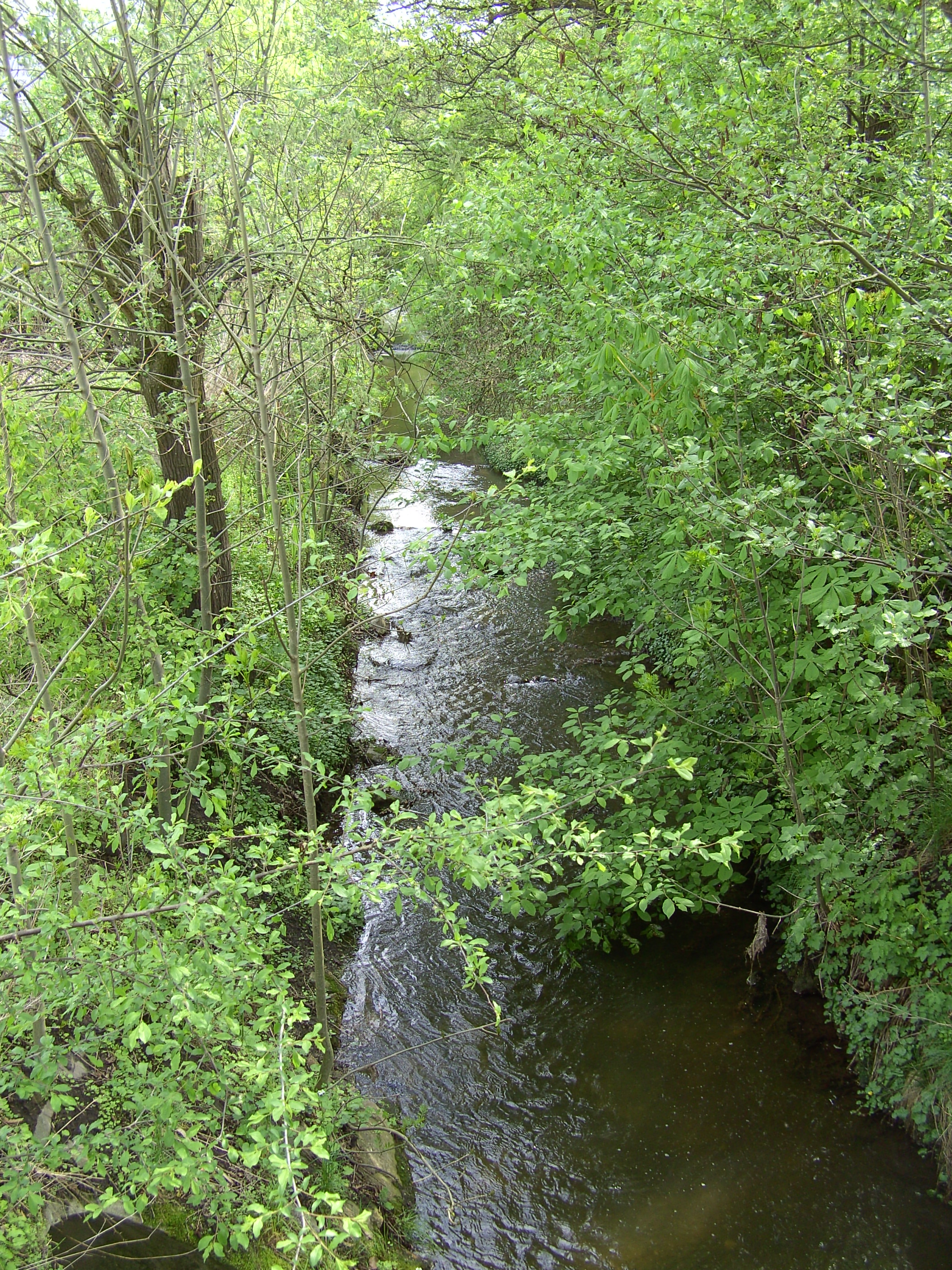

48°27′32″N 10°56′2″E / 48.45889°N 10.93389°E
阿芬巴赫河（德語：Affinger Bach），是德國的河流，位於該國東南部，由巴伐利亞負責管轄，屬於弗里德貝格阿赫河的支流，河道全長7.1公里，發源自阿芬。